# Chrysilla kolosvaryi
Chrysilla kolosvaryi är en spindelart som beskrevs av Lodovico di Caporiacco 1947. Chrysilla kolosvaryi ingår i släktet Chrysilla och familjen hoppspindlar. Inga underarter finns listade i Catalogue of Life.